# Tadeusz Bruniewski
Tadeusz Leopold Bruniewski-Butz (ur. 7 października 1894 w Tarnopolu) – kapitan żandarmerii i piechoty Wojska Polskiego, starosta powiatu toruńskiego.

## Życiorys
Urodził się 7 października 1894 roku w Tarnopolu jako syn Andrzeja i Antoniny. 3 maja 1922 roku został zweryfikowany w stopniu kapitana ze starszeństwem z dniem 1 czerwca 1919 roku i 46. lokatą w korpusie oficerów żandarmerii, a jego oddziałem macierzystym był wówczas 6 dywizjon żandarmerii we Lwowie. W latach 1923–1924 kontynuował służbę w lwowskim dywizjonie. 15 marca 1924 roku został przeniesiony z korpusu oficerów żandarmerii do korpusu oficerów piechoty w stopniu kapitana ze starszeństwem z dniem 1 czerwca 1919 roku i 1135,7 lokatą z równoczesnym wcieleniem do 40 pułku piechoty Dzieci Lwowskich we Lwowie. W 1928 roku był oficerem Korpusu Ochrony Pogranicza. Z dniem 30 czerwca 1929 został przydzielony z KOP do dyspozycji szefa Samodzielnego Wydziału Wojskowego Ministerstwa Spraw Wewnętrznych na przeciąg 3 miesięcy. W 1934 roku, jako kapitan stanu spoczynku piechoty, pozostawał w ewidencji Powiatowej Komendy Uzupełnień Wilno Miasto. Posiadał przydział do Oficerskiej Kadry Okręgowej Nr III. Był wówczas „przewidziany do użycia w czasie wojny”.
Od 1929 roku był zatrudniony w służbie państwowej. W listopadzie 1929 w IV stopniu służbowym został mianowany naczelnikiem wydziału bezpieczeństwa publicznego w Urzędzie Wojewódzkim w Wilnie i pełnił tę funkcję do 1933. W 1931 został wybrany II wiceprezesem zarządu wojewódzkiego Federacji Polskich Związków Obrońców Ojczyzny w Wilnie. We wrześniu 1933 został przeniesiony do urzędu wojewódzkiego w Poznaniu.
Pełnił stanowisko naczelnika wydziału społeczno-politycznego w Urzędzie Województwa Stanisławowskiego i z tego stanowisku w czerwcu 1936 został mianowany na urząd starosty grodzkiego i powiatowego w Toruniu, który pełnił w kolejnych latach do końca istnienia II Rzeczypospolitej w 1939.
Został osadnikiem wojskowym w koloniach Chrobowicze i Wielkie Rykanie (osada Rykanie, gmina Jarosławicze) do 1939.

## Ordery i odznaczenia
- Krzyż Kawalerski Orderu Odrodzenia Polski (11 listopada 1937)[23]
- Krzyż Walecznych
- Złoty Krzyż Zasługi (9 listopada 1932)[24]